# Gira de los Springboks en el 2000
La Gira de los Springboks en el 2000 fue un tour internacional de rugby de los sudafricanos, que tuvo lugar en Argentina, Irlanda y Reino Unido desde el 8 de noviembre al 10 de diciembre de 2000.

## Gira
La serie enfrentó a la selección de Sudáfrica ante las selecciones de Argentina, Irlanda, Gales, Inglaterra y ante otros equipos de estos países. Las sedes fueron: San Miguel de Tucumán, Buenos Aires, Limerick, Dublín, Cardiff, Worcester y Londres. Los africanos disputaron 9 partidos y obtuvieron 6 victorias y 3 derrotas.

## Partidos
| 8 de noviembre de 2000 | Argentina XV | 21 – 32 | Springboks | Estadio Monumental José Fierro, Atlético, San Miguel de Tucumán |  |

| 15 de noviembre de 2000 | Ireland Wolfhounds | 28 – 11 | Springboks | Thomond Park, Limerick |  |

| 22 de noviembre de 2000 | Gales A | 15 – 34 | Springboks | Cardiff Arms Park, Cardiff |  |

| 28 de noviembre de 2000 | National Division XV | 35 – 30 | Springboks | Sixways Stadium, Worcester |  |

| 10 de diciembre de 2000 | Barbarian F.C. | 31 – 41 | Springboks | Millennium Stadium, Cardiff |  |

## Test matches
Primera fecha
| 12 de noviembre de 2000 | Los Pumas | 33 – 37 | Springboks | Estadio Monumental (River Plate), Buenos Aires |  |

Segunda fecha
| 19 de noviembre de 2000 | Irlanda | 18 – 28 | Springboks | Lansdowne Road, Dublín |  |

Tercera fecha
| 26 de noviembre de 2000 | Gales | 13 – 23 | Springboks | Millennium Stadium, Cardiff |  |

 Cuarta fecha
| 2 de diciembre de 2000 | Inglaterra | 25 – 17 | Springboks | Estadio de Twickenham, Londres |  |